# عتشرشاوية الكبرى (دار خوين)
عتشرشاوية الكبرى (بالفارسية: عچرشیه بزرگ) هي قرية تقع في إيران في قسم دار خوين الريفي. يقدر عدد سكانها بـ 114 نسمة بحسب إحصاء 2016.